# Storsundet (vid Valkom, Lovisa)
Storsundet är ett sund i Finland. Det ligger i Lovisa stad i landskapet Nyland, i den södra delen av landet, 70 km öster om huvudstaden Helsingfors.
Storsundet ligger mellan Hästö och Gyltö i sydväst och fastlandet vid Fantsnäs i nordöst. Det binder samman Hormnäsfjärden i nordväst med Fantsnäsfjärden i sydöst.